# Maillot (kleding)
Een maillot (Nederland) of een kousenbroek/broekkousen (Vlaanderen) is een nauw aansluitend kledingstuk dat bestaat uit lange kousen en een broekje aaneen. Meestal bedekt een maillot het lichaam van de taille tot en met de tenen, hoewel er eveneens varianten bestaan waar de voeten vrij worden gelaten, veeleer als een broek dus. Maillots variëren van helemaal ondoorzichtige stof tot transparante stoffen. Zo zijn panty's half-transparante maillots. In het geval van maillots zonder voeten en in een ondoorzichtige stof, spreekt men van leggings.

## Etymologie
Het woord is de diminutiefvorm van maille, Frans voor maas (als in een visnet). Ten onrechte wordt weleens beweerd, dat de term een eponiem zou zijn, afgeleid van een bij de Parijse opera werkende kostuumontwerper met de naam Maillot.

## Afbeeldingen

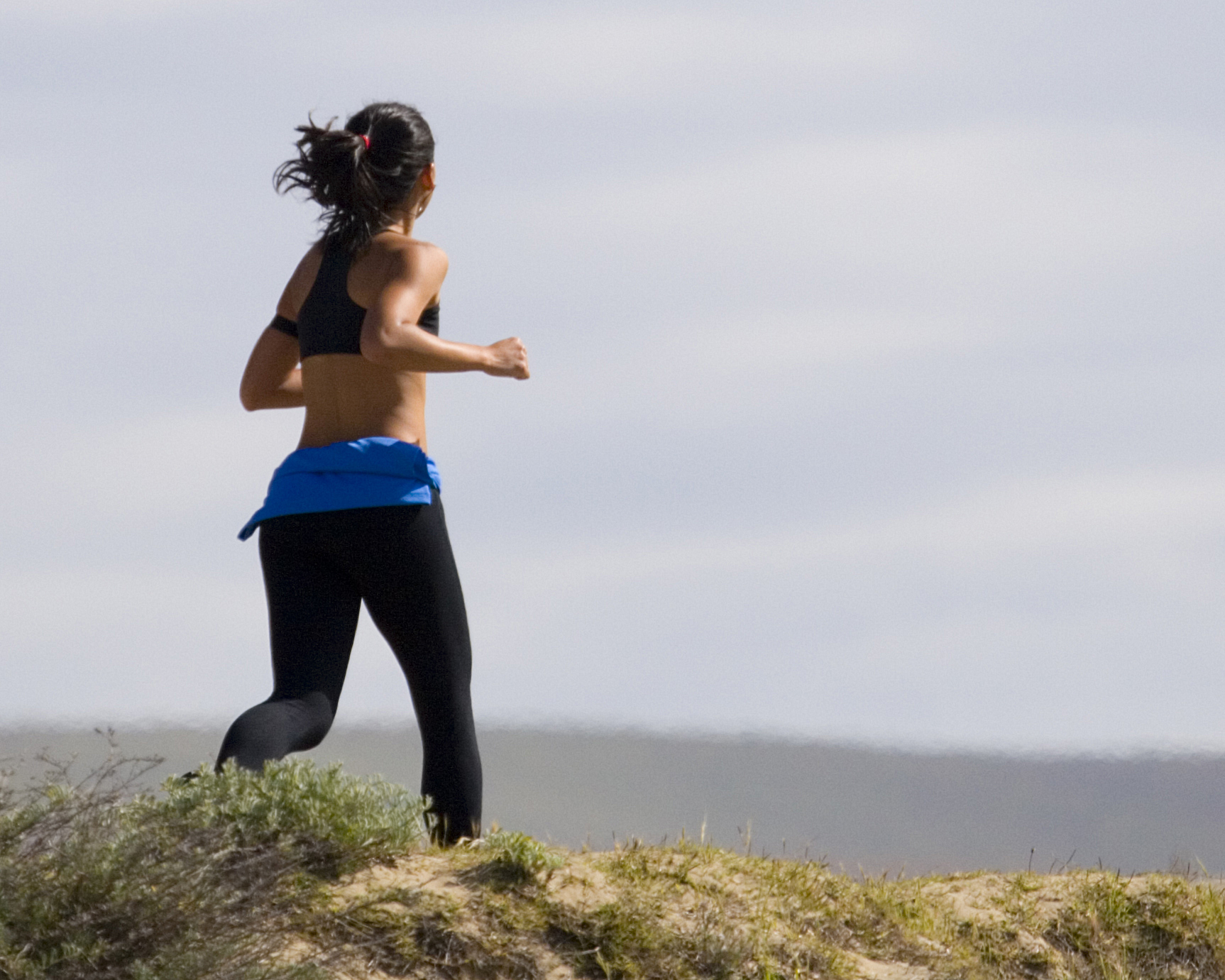
Een vrouw jogt in een zwarte sportmaillot
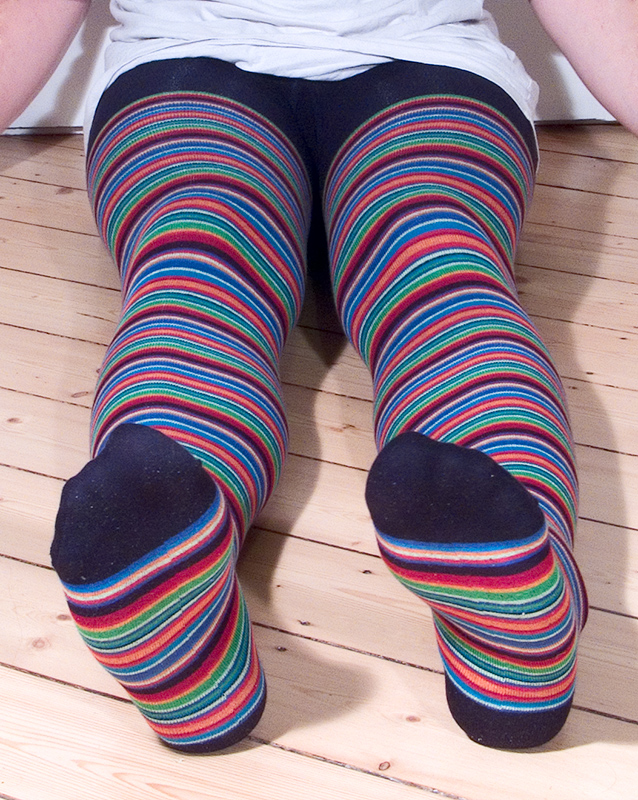
Een kleurrijke, ondoorzichtige maillot, een populaire keuze voor kinderen